# لیستا
لیستا (به لاتین: Lista) یک منطقهٔ مسکونی در نروژ است که در وست اگدر واقع شده‌است. لیستا ۱۹۳ کیلومتر مربع مساحت دارد.